# أوليفر د. مان
أوليفر د. مان (بالإنجليزية: Oliver D. Mann)‏ هو لاعب كرة قدم أمريكية ومحامي أمريكي، ولد في 10 ديسمبر 1877 في دانفيل في الولايات المتحدة، وتوفي في 9 يوليو 1956.